# Romain Chabat
Pour les articles homonymes, voir Chabat.
Pas d'image ? Cliquez ici

a Compétitions nationales et continentales officielles uniquement.

Dernière mise à jour le 6 février 2021.
Romain Chabat, né le 10 janvier 1989, est un joueur français de rugby à XV évoluant au poste de centre avec l'Anglet olympique rugby club.

## Carrière
Romain Chabat débute le rugby avec l'US Morlaàs avant de rejoindre la Section paloise où il évolue de cadet jusqu'à espoir. En 2011, il revient dans son club formateur de Morlaàs en Fédérale 1. Jeune, il a disputé plusieurs tournois de rugby à sept avec le Sud Ouest Ovalie Seven. En 2011, il est sélectionné en Équipe de France de rugby à sept pour disputer le tournoi de Prague avec les Bleus.
En 2013, il rejoint Soyaux Angoulême XV Charente en Fédérale 1. Il participe à la montée du club en Pro D2 en 2016. En 2018, il quitte la Charente pour rejoint le Pays basque et le club de l'Anglet ORC en Fédérale 1,.
Romain Chabat réalise également des piges journalistiques avec le journal Charente libre.